# Terra Australis

Carta di Abramo Ortelio del 1572 che raffigura un vastissimo continente antartico, siglato Terra australis nondum cognita ("Terra australe non ancora conosciuta"). Si notino anche le terre artiche

La Terra Australis («terra australe» in latino) era un continente ipotetico, la cui esistenza venne postulata per la prima volta nell'antichità, che venne raffigurato sulle mappe tra il XV e il XVIII secolo. L'esistenza della Terra Australis non era basata su testimonianze od osservazioni dirette, ma piuttosto sull'idea che la massa continentale dell'emisfero boreale doveva essere controbilanciata da una massa continentale di pari dimensioni situata in quello australe. Questa teoria del bilanciamento delle terre è documentata già nel V secolo con Macrobio, che nei suoi Commentarii in Somnium Scipionis utilizzò il termine Australis.
Agli inizi del XIX secolo, quando ancora non era stata scoperta l'Antartide, l'esploratore britannico Matthew Flinders, nel suo libro A voyage to Terra Australis, chiamò Australia l'unica «terra australe» allora conosciuta, sostenendo che non c'era «nessuna probabilità» di trovare una massa di terra di considerevoli dimensioni più a sud di questa. Il continente che sarebbe stato chiamato Antartide sarebbe stato esplorato solo decenni dopo la pubblicazione del libro, avvenuta nel 1814; con il tempo, presso il grande pubblico, il nome Australia guadagnò popolarità, tanto da divenire prevalente.

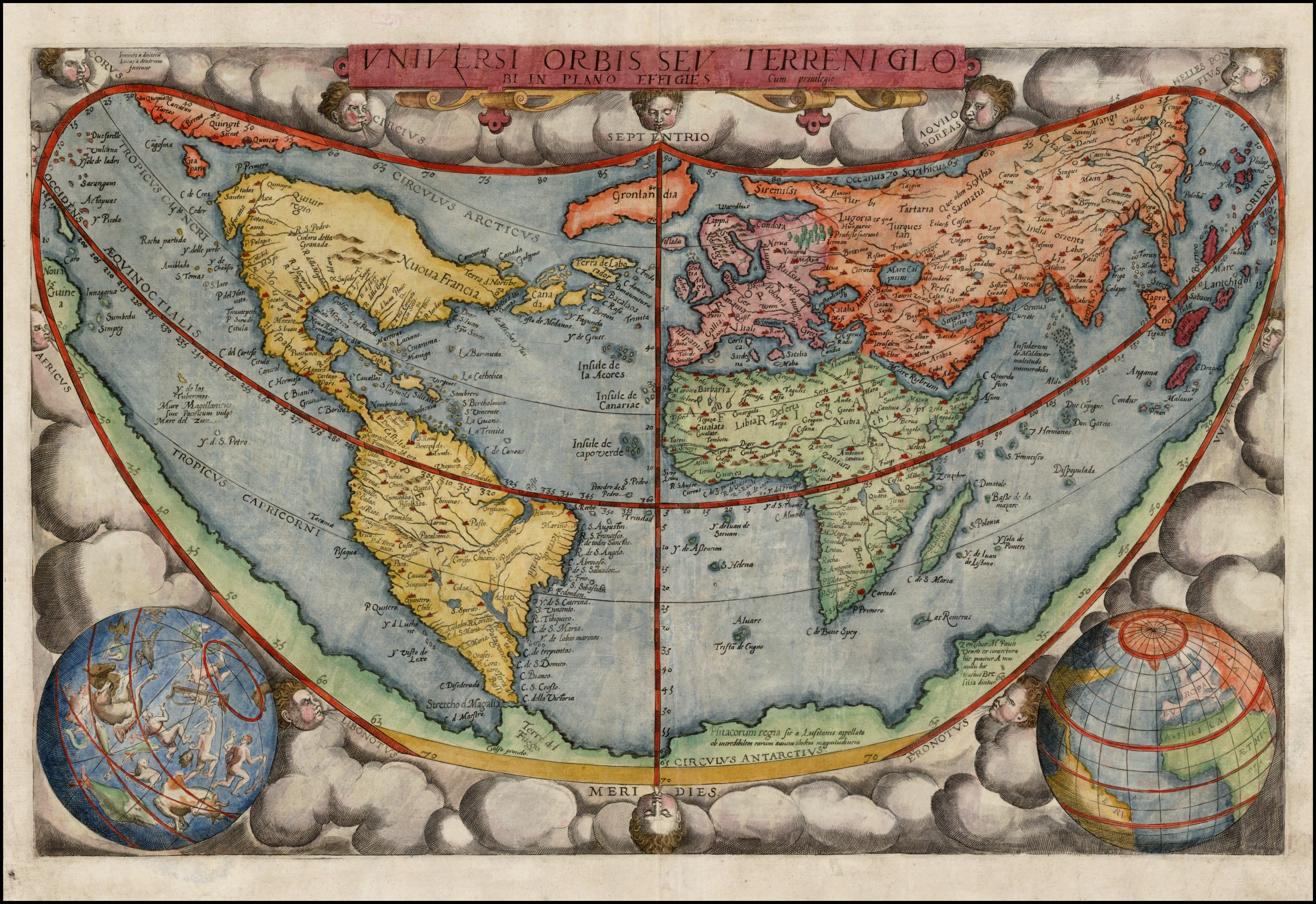
Gerard de Jode, Universi Orbis seu Terreni Globi (1578), copia su un unico foglio del Typus Orbis Terrarum di Abramo Ortelio (1564) su otto fogli. In essa la Terra Australis si spinge molto a nord, fino alla Nuova Guinea.

## Altri nomi
Terra Australis è solo uno dei molti nomi attribuiti, dopo la sua scoperta da parte degli europei, alla massa di terra che oggi conosciamo come continente australiano. In passato l'ipotetica massa di terra nell'emisfero australe era nota anche con altri nomi, tra cui ricordiamo Terra Australis Ignota, Terra Australis Incognita («terra australe sconosciuta») o Terra Australis Nondum Cognita («terra australe non ancora conosciuta»). Altri nomi che riscossero meno successo furono Brasiliae Australis («Brasile meridionale»), Magellanica («terra di Magellano»), Austrialia del Espíritu Santo («terra australe dello Spirito Santo» in spagnolo) e grande isle de Java («grande isola di Giava» in francese), nonché, ovviamente, i più celebri Nuova Olanda e Australia.

## Origini dellaTerra Australis
In un brano di Aristotele leggiamo: «Giacché è necessario che vi sia un luogo disposto verso l'altro polo in maniera simile da quello da noi abitato, è chiaro che sarà analoga in esso la disposizione dei venti e tutto il resto: e come qui v'è il vento di nord, vi sarà lì un tale vento proveniente da quel polo che non può però giungere fin qui». Le sue idee furono in seguito ampliate da Tolomeo (II secolo d.C.), che credeva che l'oceano Indiano fosse chiuso a sud dalla terraferma e che le terre dell'emisfero boreale fossero bilanciate da un'altra terra situata a sud. Nel Somnium Scipionis («Sogno di Scipione»), Marco Tullio Cicerone utilizzò il termine cingulus australis («zona meridionale») per riferirsi agli Antipodi. La terra situata in questa zona era la Terra Australis.
Le leggende sulla Terra Australis Incognita - una «terra australe sconosciuta» - risalgono ad epoche precedenti a quella romana, ed erano comuni nella geografia medievale, sebbene non basate su alcuna conoscenza documentata del continente. Le mappe di Tolomeo, che divennero famose in Europa durante il Rinascimento, in realtà non rappresentavano un tale continente, ma mostravano un'Africa che non aveva un confine oceanico meridionale (e che quindi poteva estendersi fino al polo sud), e lasciavano ipotizzare che l'oceano Indiano fosse interamente circondato dalla terra. I filosofi cristiani non scartarono l'idea che ci potesse essere una terra al di là dei mari del sud, ma la questione se potesse essere abitata era controversa.
Il primo globo su cui era rappresentata la Terra Australis fu probabilmente quello di Johannes Schöner del 1523, andato perduto, dal quale si presume che Oronzio Fineo abbia tratto molte informazioni per la sua doppia mappa cordiforme (a forma di cuore) del 1531. Su questa massa di terra scrisse: «scoperta di recente ma non ancora completamente esplorata». Lo specchio d'acqua al di là della punta del Sudamerica viene chiamato Mare Magellanicum: uno dei primi utilizzi del nome del navigatore Ferdinando Magellano in un toponimo geografico.
Nel suo trattato Opusculum geographicum, del 1533, Schöner chiamò il continente Brasiliae Australis. In esso spiega:

## Mappare il continente australe

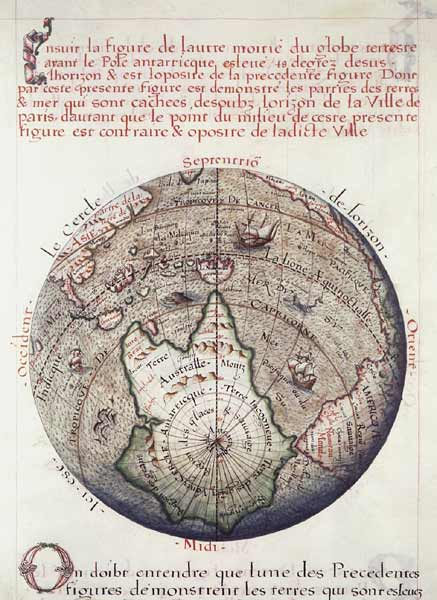
Terre Australle, 1583.

Gli esploratori dell'epoca delle grandi scoperte geografiche, dalla fine del XV secolo in poi, dimostrarono che l'Africa era quasi interamente circondata dal mare e che l'oceano Indiano era accessibile sia da ovest che da est. Queste scoperte ridussero l'area in cui poteva essere situato l'ipotetico continente; tuttavia, molti cartografi si attennero all'opinione di Aristotele. Gli scienziati, come Gerardo Mercatore (1569) e ancora Alexander Dalrymple nel 1767, sostenevano la sua esistenza, con argomentazioni del tipo che dovrebbe esistere una grande massa continentale nell'emisfero australe che faccia da contrappeso alle masse emerse conosciute dell'emisfero boreale. Man mano che venivano scoperte nuove terre, esse venivano spesso considerate parti dell'ipotetico continente.
Nel 1515 il cosmografo e matematico tedesco Johannes Schöner (1477-1547) costruì un globo terrestre basandosi sulla mappa e sul globo che Martin Waldseemüller e i suoi colleghi avevano fabbricato a Saint-Dié, in Lorena, nel 1507. Tuttavia, il globo di Schöner si differenziava da quello di Waldseemüller proprio per la raffigurazione di un continente antartico, da lui chiamato Brasilie Regio. L'esistenza di questo continente si basava, seppur in maniera inconsistente, sulle testimonianze di un recente viaggio: quello effettuato dai mercanti portoghesi Nuno Manuel e Cristóvão de Haro fino al Río de la Plata e narrato nel Newe Zeytung auss Presillg Landt («Nuove notizie dalla terra del Brasile») pubblicato ad Augusta nel 1514. Lo Zeytung raccontava di come i viaggiatori portoghesi avessero attraversato uno stretto tra il punto più meridionale dell'America, o Brasile, e una terra posta a sud-ovest, chiamata vndtere Presill (o Brasilia inferior).
Questo presunto «stretto» era in realtà il Río de la Plata (o il golfo San Matías). Con vndtere Presill nello Zeytung veniva indicata la parte del Brasile situata a latitudini più basse, ma Schöner pensò erroneamente che tale nome si riferisse alla terra posta sul lato meridionale dello «stretto», a latitudini più alte, e così dette ad esso il significato opposto. Su queste deboli fondamenta disegnò il suo continente circum-antartico, al quale, per ragioni che non spiega, dette una forma ad anello. In un trattato esplicativo di accompagnamento, Luculentissima quaedam terrae totius descriptio («Una descrizione molto lucida di tutte le terre»), precisò:
È su questo stralcio di informazioni, oltre che sul concetto di Antipodi ereditato dall'antichità greco-romana, che Schöner basò la sua rappresentazione del continente australe. Lo stretto da lui ipotizzato servì da ispirazione alla spedizione di Ferdinando Magellano per raggiungere le Molucche facendo rotta verso ovest.
Schöner apprese la scoperta della Terra del Fuoco da parte di Magellano nel 1520 come un'ulteriore conferma dell'esistenza del continente meridionale, e sui suoi globi del 1523 e 1533 lo descrisse come TERRA AVSTRALIS RECENTER INVENTA SED NONDUM PLENE COGNITA («Terra Australis, scoperta di recente ma non ancora pienamente conosciuta»). La sua visione del mondo venne portata avanti dai suoi seguaci, il cosmografo francese Oronzio Fineo nella sua mappa del mondo del 1531 e i cartografi fiamminghi Gerardo Mercatore nel 1538 e Abramo Ortelio nel 1570. I concetti di Schöner influenzarono la scuola dei cartografi di Dieppe, specialmente per quanto riguardava la loro rappresentazione di Giava la Grande.

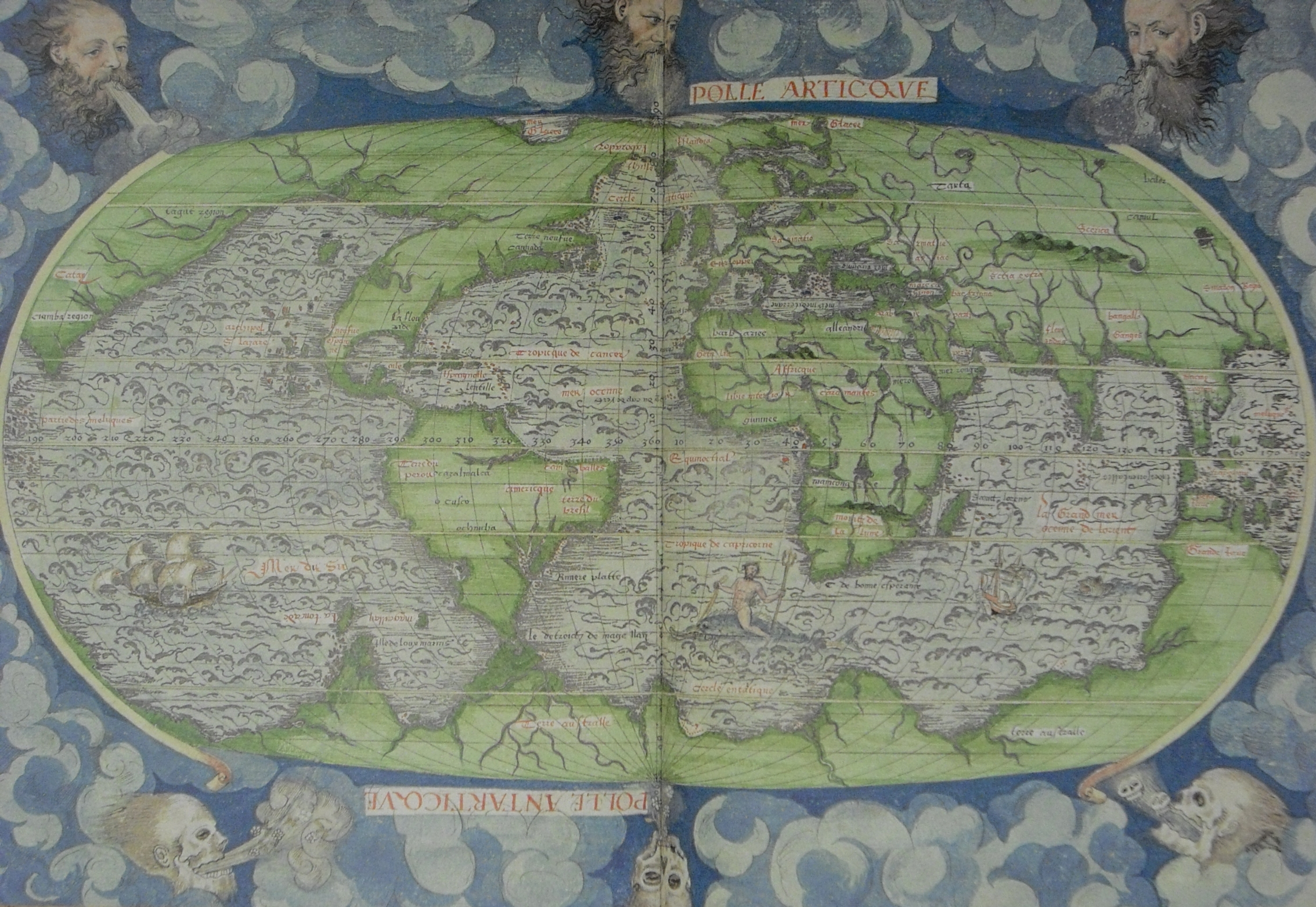
Cosmographie Universel di Guillaume Le Testu (1556), IV proiezione: il promontorio della Terre australle che si estende verso nord è chiamato Grande Jaue.

La Terra Australis venne raffigurata sulle mappe di Dieppe della metà del XVI secolo: in queste la sua linea costiera appare appena a sud delle isole delle Indie Orientali ed essa stessa è abbellita da tutta una serie di dettagli fittizi. A quel tempo c'era molto interesse per la Terra Australis tra i mercanti normanni e bretoni. Nel 1566 e nel 1570, Francisque e André d'Albaigne presentarono a Gaspard de Coligny, ammiraglio di Francia, dei progetti per stabilire relazioni con le terre australi. L'ammiraglio accolse con grande interesse queste iniziative, ma purtroppo esse fallirono quando Coligny fu ucciso nel 1572.

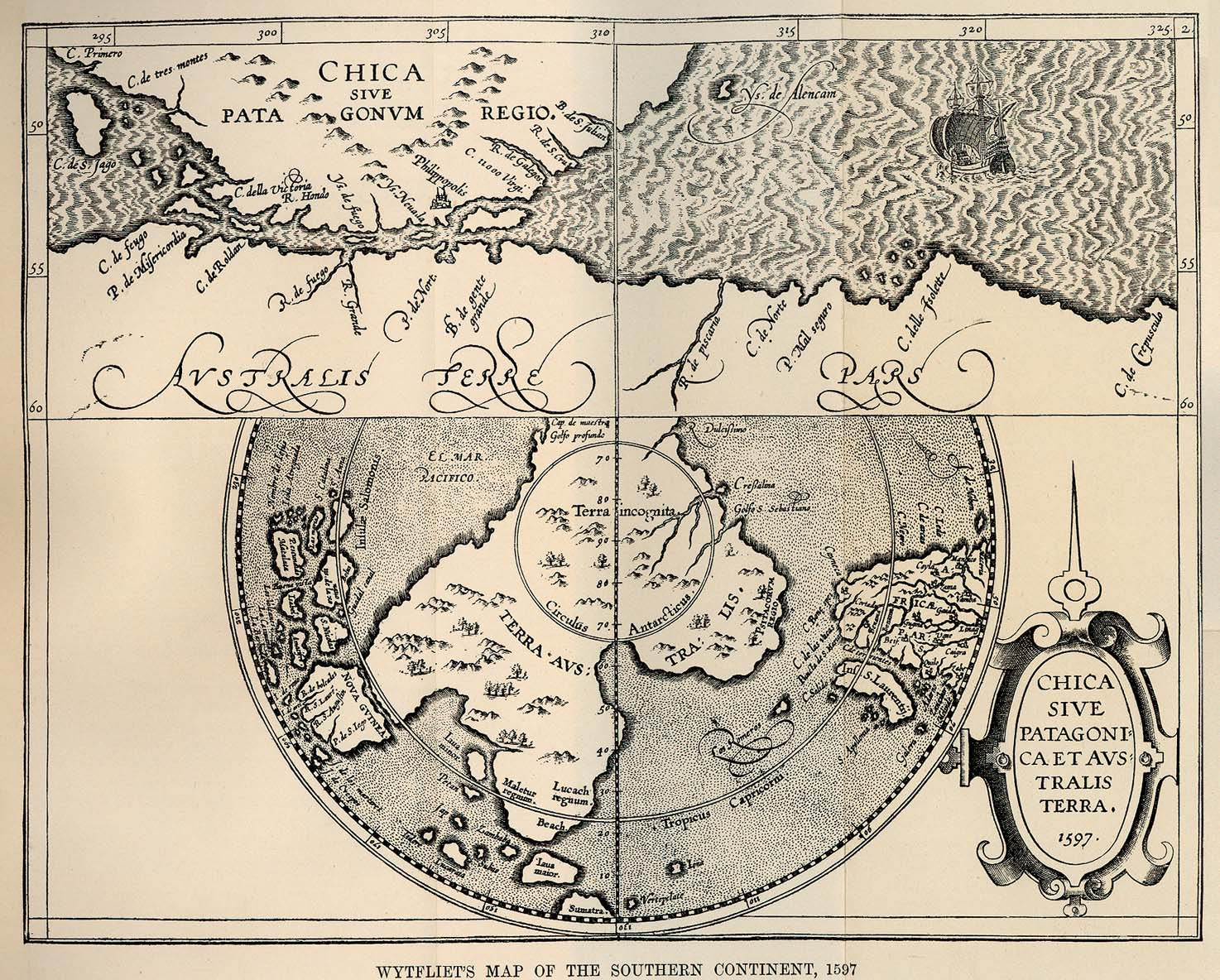
L'ipotetica Terra Australis in una mappa di Cornelius Wytfliet del 1597.

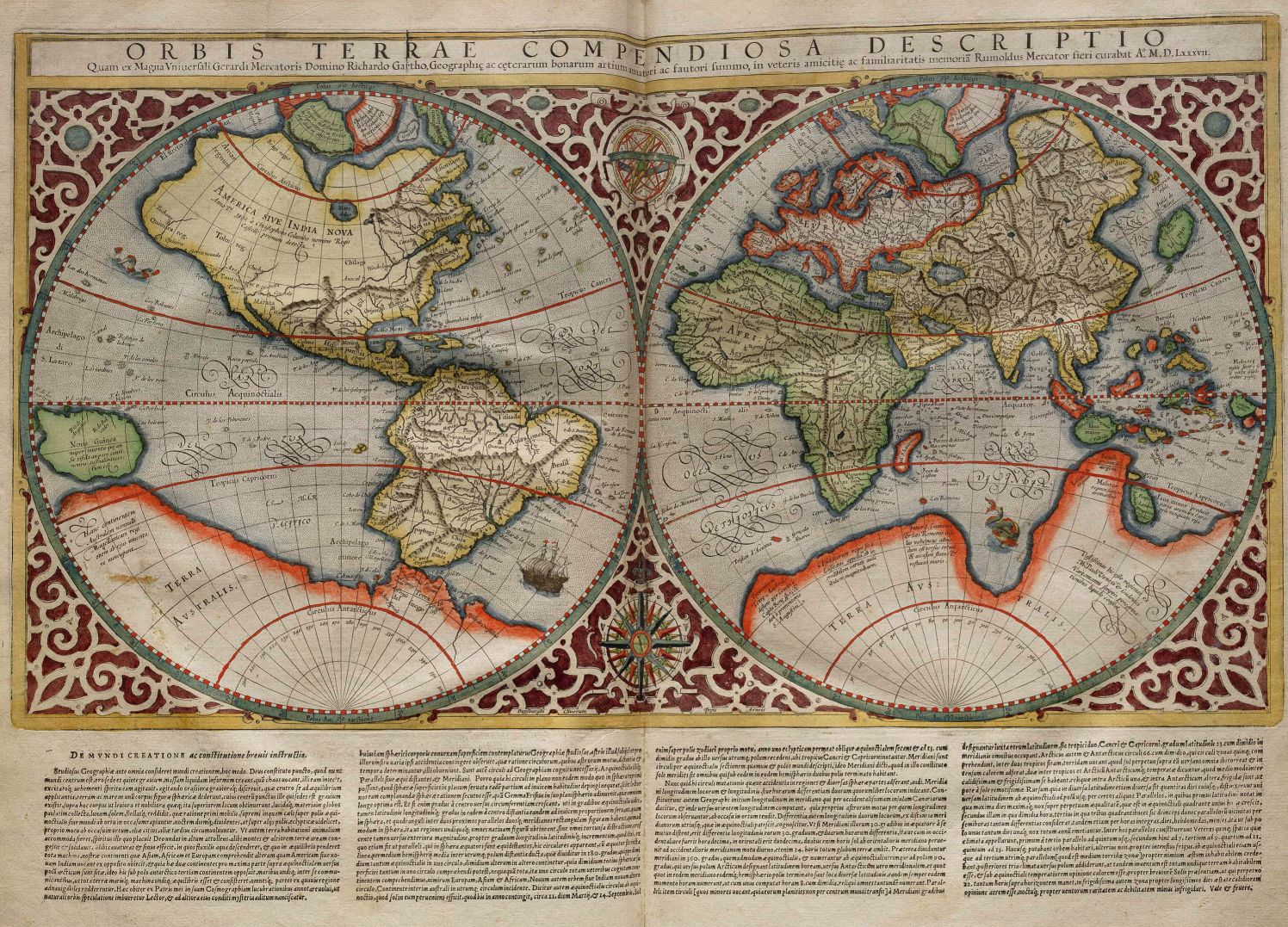
La Terra Australis occupa una vasta parte dell'emisfero australe (1587).

Gerardo Mercatore credeva nell'esistenza di un grande continente meridionale sulla base del ragionamento cosmografico, esposto nel riassunto del suo Atlante o Studi cosmografici in cinque libri come riferito dal suo biografo, Walter Ghim, il quale afferma che nonostante Mercatore sapesse che il continente australe era ancora nascosto e sconosciuto, credeva che la sua esistenza potesse essere «dimostrata e provata da solidi motivi e argomentazioni per credere alle sue proporzioni geometriche, alle sue dimensioni e al suo peso, altrimenti la costituzione del mondo non potrebbe tenere insieme al suo centro».
Nella sua Descriptionis Ptolemaicae Augmentum (1597), il geografo e cartografo fiammingo Cornelius Wytfliet scrisse sulla Terra Australis:
Juan Fernández, salpato dal Cile nel 1576, affermò di aver scoperto il continente meridionale. Sulla mappa del Polus Antarcticus di Henricus Hondius (1641) vi è l'iscrizione: Insulas esse a Nova Guinea usque ad Fretum Magellanicum affirmat Hernandus Galego, qui ad eas explorandas missus fuit a Rege Hispaniae Anno 1576 («Hernando Gallego, che nel 1576 fu inviato dal re di Spagna per esplorarle, afferma che ci sono isole dalla Nuova Guinea fino allo stretto di Magellano»).
Luis Váez de Torres, navigatore gallego o portoghese che comandava la San Pedro y San Pablo, la San Pedrico e la nave appoggio Los Tres Reyes Magos durante la spedizione del 1605-1606 guidata da Pedro Fernandes de Queirós alla ricerca del continente meridionale, dimostrò l'esistenza di un passaggio a sud della Nuova Guinea, ora noto come stretto di Torres. Commentando l'evento nel 1622, il cartografo olandese ed editore dell'ottavo memoriale di Queirós, Hessel Gerritsz, annotò sulla sua Mappa dell'oceano Pacifico: «Coloro che navigarono con la nave appoggio di Pedro Fernandes de Queirós nelle vicinanze della Nuova Guinea per 10 gradi verso ovest attraverso molte isole e banchi di sabbia e oltre 23 e 24 braccia per circa 40 giorni, stimarono che la Nuova Guinea non si estenda per più di 10 gradi verso sud; se così fosse, la terra situata tra 9 e 14 gradi sarebbe una terra separata».
Nel 1606 Pedro Fernandes de Queirós, un altro navigatore portoghese al soldo della corona spagnola, avvistò una grande isola a sud della Nuova Guinea, cui dette nome La Austrialia del Espiritu Santo. Una volta ritornato, disse al re di Spagna di aver scoperto la Terra Australis incognita. Nel suo X memoriale (1610), Queirós scrisse: «Va notato che la Nuova Guinea è solo la parte più alta della Terra Australe di cui parlo, e che gli abitanti, i loro costumi e tutto il resto, la ricordano molto».
Nel 1615 gli olandesi Isaac e Jacob Le Maire, padre e figlio, fondarono la Australische Compagnie («compagnia australiana») per commerciare con la Terra Australis, che loro chiamarono «Australia».
Le rappresentazioni cartografiche del continente australe tra il XVI e l'inizio del XVII secolo, come potremmo aspettarci per un concetto basato su congetture così numerose e su dati certi ridotti al minimo, variavano enormemente da una mappa all'altra; in linea di massima, le sue dimensioni andarono riducendosi man mano che venivano effettuate nuove esplorazioni. Al suo culmine, il continente comprendeva la Terra del Fuoco, separata dal Sudamerica da un piccolo stretto; la Nuova Guinea; e quella che in seguito verrà chiamata Australia. Nell'atlante di Ortelio Theatrum Orbis Terrarum, pubblicato nel 1570, la Terra Australis, nell'oceano Pacifico, si estende ben a nord del tropico del Capricorno.
Quando veniva rappresentato sulle mappe, il continente comprendeva solo in minima parte le terre inesplorate intorno al polo sud, ma in genere aveva dimensioni molto più grandi di quelle della vera Antartide, estendendosi molto più a nord - specialmente nell'oceano Pacifico. La Nuova Zelanda, avvistata per la prima volta dall'esploratore olandese Abel Tasman nel 1642, venne considerata da alcuni come una parte del continente.
Alexander Dalrymple, esaminatore dei viaggi per mare per conto della Compagnia britannica delle Indie orientali, mentre stava traducendo alcuni documenti spagnoli trafugati nelle Filippine nel 1762, trovò le testimonianze di Torres. Questa scoperta spinse Dalrymple a pubblicare, nel 1770-1771, la Historical Collection of the Several Voyages and Discoveries in the South Pacific Ocean. In essa Dalrymple presentò un quadro accattivante della Terra Australis, o Continente Australe:
Le affermazioni di Dalrymple sull'esistenza di un continente sconosciuto suscitò un interesse diffuso e spinse il governo britannico, nel 1769, ad ordinare a James Cook con la sua HM Bark Endeavour di cercare il Continente Australe a sud e ad ovest di Tahiti, scoperta nel giugno del 1767 da Samuel Wallis con la sua HMS Dolphin e da lui chiamata isola di Re Giorgio. Nel giugno del 1768 la stampa londinese riportò che due navi sarebbero state inviate verso l'isola appena scoperta, per poi da lì «tentare la scoperta del Continente Australe». Un comunicato stampa successivo affermava: «Siamo a conoscenza che l'isola che il capitano Wallis ha scoperto nel mare del Sud, e chiamata Terra di Giorgio, si trova circa millecinquecento leghe ad ovest, sottovento, dalla costa del Perù, ed ha una circonferenza di circa cinque leghe e trenta; e che il suo principale e quasi unico vantaggio per la nostra Nazione è la sua posizione per esplorare la Terra Incognita dell'emisfero australe. La Endeavour, un cat dell'Inghilterra settentrionale, è stata acquistata dal Governo e assegnata ad un tenente della Marina; a Deptford stanno lavorando per equipaggiarla ad un viaggio nel mare del Sud, forse proprio verso l'isola appena scoperta». Gli scopi della spedizione furono rivelati nei giorni seguenti: «Domattina il signor Banks, il dottor Solano [sic] e il signor Green, l'astronomo, si troveranno a Deal, per imbarcarsi a bordo della Endeavour, comandata dal capitano Cook, per i mari del Sud, sotto la direzione della Royal Society, per osservare il transito di Venere della prossima estate, e per fare esplorazioni a Sud e a Ovest di Capo Horn». Il London Gazetteer fu più esplicito quando riferì, il 18 agosto 1768: «I signori, in procinto di navigare tra pochi giorni per la Terra di Giorgio, la nuova isola scoperta nell'oceano Pacifico, con l'intento di osservare il transito di Venere, sono allo stesso modo, come siamo credibilmente informati, volti a tentare alcune nuove scoperte in quel vasto tratto sconosciuto, sopra la latitudine 40». I risultati di questo primo viaggio di James Cook per quanto riguarda la ricerca del Continente Australe furono riassunti da Cook stesso. Egli scrisse nel suo diario, il 31 marzo 1770, che al viaggio della Endeavour «bisogna riconoscere che ha reso vani tutti o quasi gli argomenti e le prove avanzate da vari autori per dimostrare che deve esistere un continente meridionale, almeno a Nord di 40° S, perché che cosa possa esserci più a Sud di questa latitudine io non lo so».
Tra il 1772 e il 1775, il secondo viaggio di James Cook a bordo della HMS Resolution esplorò il Pacifico meridionale alla ricerca del continente australe, testando, tra l'altro, il cronometro K1 di Larcum Kendall come metodo per misurare la longitudine.

## Fine di un'idea

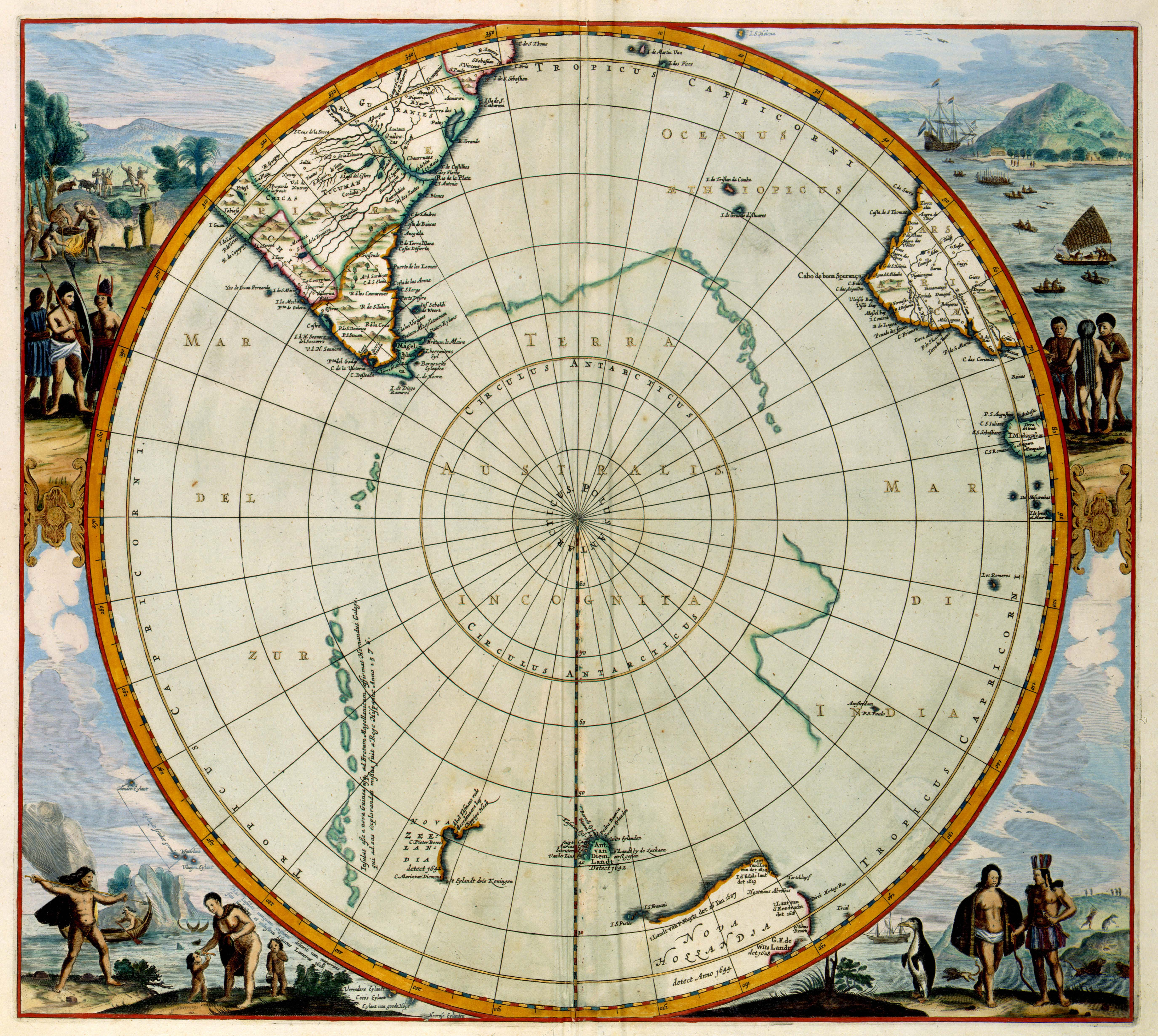
L'estensione di territorio disponibile per un continente australe è diminuita enormemente in questa mappa di Jan Janssonius del 1657. La Terra Australis Incognita («terra australe sconosciuta») è tratteggiata attraverso una regione che circonda il polo sud priva di una linea costiera definita.

Nel corso dei secoli l'idea di una Terra Australis andò gradualmente scemando. Nel 1615, Jacob Le Maire e Willem Schouten, doppiando Capo Horn, dimostrarono che la Terra del Fuoco era un'isola relativamente piccola, mentre nel 1642 il primo viaggio nel Pacifico di Abel Tasman provò che l'Australia non faceva parte del mitico continente meridionale. Molto più tardi, nel 1770, James Cook navigò lungo quasi tutta la costa della Nuova Zelanda, rivelando che anch'essa non poteva far parte di un grande continente. Durante il suo secondo viaggio circumnavigò il globo ad una latitudine meridionale molto più elevata, in alcuni punti spingendosi addirittura all'interno del circolo polare antartico, dimostrando che ogni possibile continente australe, se mai fosse esistito, doveva trovarsi in fredde aree polari. Non potevano esistere propaggini che si spingevano in regioni con un clima temperato, come era stato ipotizzato prima. Nel 1814 Matthew Flinders pubblicò A Voyage to Terra Australis, dove giunge alla conclusione che il gigantesco continente meridionale di Aristotele e Tolomeo non poteva esistere. Negando il mito, Flinders voleva abbandonare la denominazione di Nuova Olanda in favore di quella di Terra Australis. Egli scrisse:
...con la nota di accompagnamento in fondo alla pagina:
La sua conclusione si sarebbe presto rivelata un errore, ma a quel punto il nome si era ormai consolidato.

## Il regno di Beach
Beach compare sulle mappe del XVI secolo, specialmentre su quelle di Abramo Ortelio del 1570 e di Jan Huygen van Linschoten del 1596, come la parte più settentrionale del continente australe, la Terra Australis, insieme a Locach. Secondo Marco Polo, Locach era un regno ricco di oro, «in tale quantità da non poter credere». Beach era in realtà un'errata trascrizione di Locach. Locach è il nome con cui Marco Polo chiama il regno thai meridionale di Lavo, o Lopburi, la «città di Lavo» (ลพบร, da Lavo, il figlio di Rama nella mitologia indù). In cinese (nel dialetto cantonese), Lavo si pronunciava Lo-huk (羅斛), e da questo Marco Polo ricavò la sua interpretazione del nome. Nella scrittura corsiva tedesca, «Locach» e «Boeach» sono simili, e nell'edizione dei Viaggi di Marco Polo del 1532 Locach venne trasformato in Boëach, successivamente abbreviato in Beach.
Entrambi i regni sembrano essere stati raffigurati sulla mappa del mondo pubblicata nel 1489 a Firenze da Enrico Martello, nella quale la provincia boëach appare come la vicina meridionale della provincia ciamba. Il Libro III del Milione di Marco Polo descrive il viaggio che il veneziano intraprese via mare dalla Cina all'India passando per Champa (= Vietnam meridionale), Giava (che chiama Giava la Grande), Locach e Sumatra (chiamata Giava la Piccola). Dopo un capitolo in cui viene descritto il regno di Champa, ne segue uno in cui viene descritta Giava (che Marco non visitò di persona). Il racconto riprende, quindi, descrivendo la rotta verso sud da Champa verso Sumatra, ma a causa di una svista del trascrittore il nome «Champa» venne sostituito da «Giava»: di conseguenza Sumatra si trovò ad essere situata 1500 miglia a sud di Giava invece che di Champa. Locach, situato tra Champa e Sumatra, venne quindi erroneamente situato da alcuni geografi più lontano di quanto non sia stato, a sud di Giava, nei pressi o su una propaggine della Terra Australis.
Come ha spiegato Sir Henry Yule, editore di un'edizione inglese dei Viaggi di Marco Polo: «Alcuni geografi del XVI secolo, seguendo le vecchie edizioni che volevano i viaggiatori a sud-est di Giava, nella terra di Boeach (o Locac), introdussero nelle loro mappe un continente situato in quella posizione». Gerardo Mercatore fece proprio questo nel suo globo del 1541, posizionando Beach provincia aurifera («provincia di Beach produttrice di oro») nella parte più settentrionale della Terra Australis, in conformità con il testo errato dei Viaggi di Marco Polo.
Essa compare in questa posizione anche sulla sua mappa del mondo del 1569, con una descrizione più ampia, citando Marco Polo, Beach provincia aurifera quam pauci ex alienis regionibus adeunt propter gentis inhumanitatem («Beach la provincia produttrice di oro, dove giungono pochi estranei da altri paesi a causa della disumanità della sua gente»); su essa compare pure Lucach regnum, situato un po' più a sud-ovest. Seguendo Mercatore, anche Abramo Ortelio indica BEACH e LVCACH in queste posizioni sulla sua mappa del mondo del 1571. Allo stesso modo, la famosa mappa delle Indie Orientali di Linschoten (1596) mostra BEACH che si protende dal margine meridionale della mappa, conducendo (o fuorviando) Visscher e Tasman nel loro viaggio del 1642 a cercare Beach con la sua abbondanza di oro in una posizione a sud delle isole Salomone, da qualche parte tra la Terra degli Stati vicino a Capo Horn e al Capo di Buona Speranza.
La conferma che esisteva una terra dove le mappe posizionavano Beach si era avuta dallo sbarco effettuato nell'ottobre del 1616 da Dirk Hartog sulla sua costa occidentale, che egli chiamò Eendrachtsland dal nome della sua nave. Nell'agosto del 1642, quando il Consiglio della Compagnia olandese delle Indie orientali mandò in missione Abel Tasman e Franchoijs Visscher, uno degli obiettivi prefissati era quello di ricavare informazioni su «tutte le province di Beach fino ad oggi sconosciute».

## L'Antartide
Finalmente, nel 1820, nell'area occupata dall'ipotetica Terra Australis venne avvistata l'Antartide. L'estensione della Terra Australis fu infine determinata, dimostrando anche che l'emisfero australe è meno occupato dalla terra di quello boreale. La Terra Australis è risultata essere costituita in realtà solo da due continenti di piccole dimensioni: l'Antartide e l'Australia.

## LaTerra Australisnella letteratura
L'inesplorato continente australe fu un soggetto frequente nei racconti fantastici del genere dei viaggi immaginari. Tra le opere che narravano di visite immaginarie a questo continente (che all'epoca si credeva ancora fosse reale) ricordiamo:
- Mundus alter et idem, sive Terra Australis antehac semper incognita lustrata (1605), un'opera satirica in latino di Joseph Hall, vescovo di Norwich;
- The Isle of Pines, or, A late discovery of a fourth island near Terra Australis incognita, by Henry Cornelius van Sloetten (1668) di Henry Neville;
- La terre australe connue (1676) di Gabriel de Foigny;
- Histoire des Sevarambes (1675-1679) di Denis Vairasse;
- Voyages et avantures de Jaques Massé (1715 ca., erroneamente datato 1710) di Tyssot de Patot;
- Miscellanea aurea: The Fortunate Shipwreck, or a description of New Athens in Terra Australis incognita (1720) di Thomas Killigrew;
- Relation d'un voyage du Pole Arctique, au Pole Antarctique par le centre du monde (1721), anonima;
- Relation du royaume des Féliciens (1727) del marchese de Lassay;
- Viaggi di Enrico Wanton alle Terre incognite Australi (1749) di Zaccaria Seriman;
- Voyage de Robertson, aux Terres Australes, traduit sur le manuscrit anglois (1767), anonimo;
- La découverte australe par un homme-volant (1781) di Restif de la Bretonne.

L'idea della Terra Australis è stata utilizzata anche da Terry Pratchett nella sua serie di romanzi del Mondo Disco (1983-2014), nei quali il Mondo è bilanciato da uno strano e poco conosciuto Continente Contrappeso.